# شهرستان اسکوری (تگزاس)
شهرستان اسکوری، تگزاس (به انگلیسی: Scurry County, Texas) یک سکونتگاه مسکونی در ایالات متحده آمریکا است که در تگزاس واقع شده‌است.

## خصوصیات
شهرستان اسکوری ۲٬۳۵۱٫۷۲ کیلومترمربع مساحت دارد.

## نگارخانه

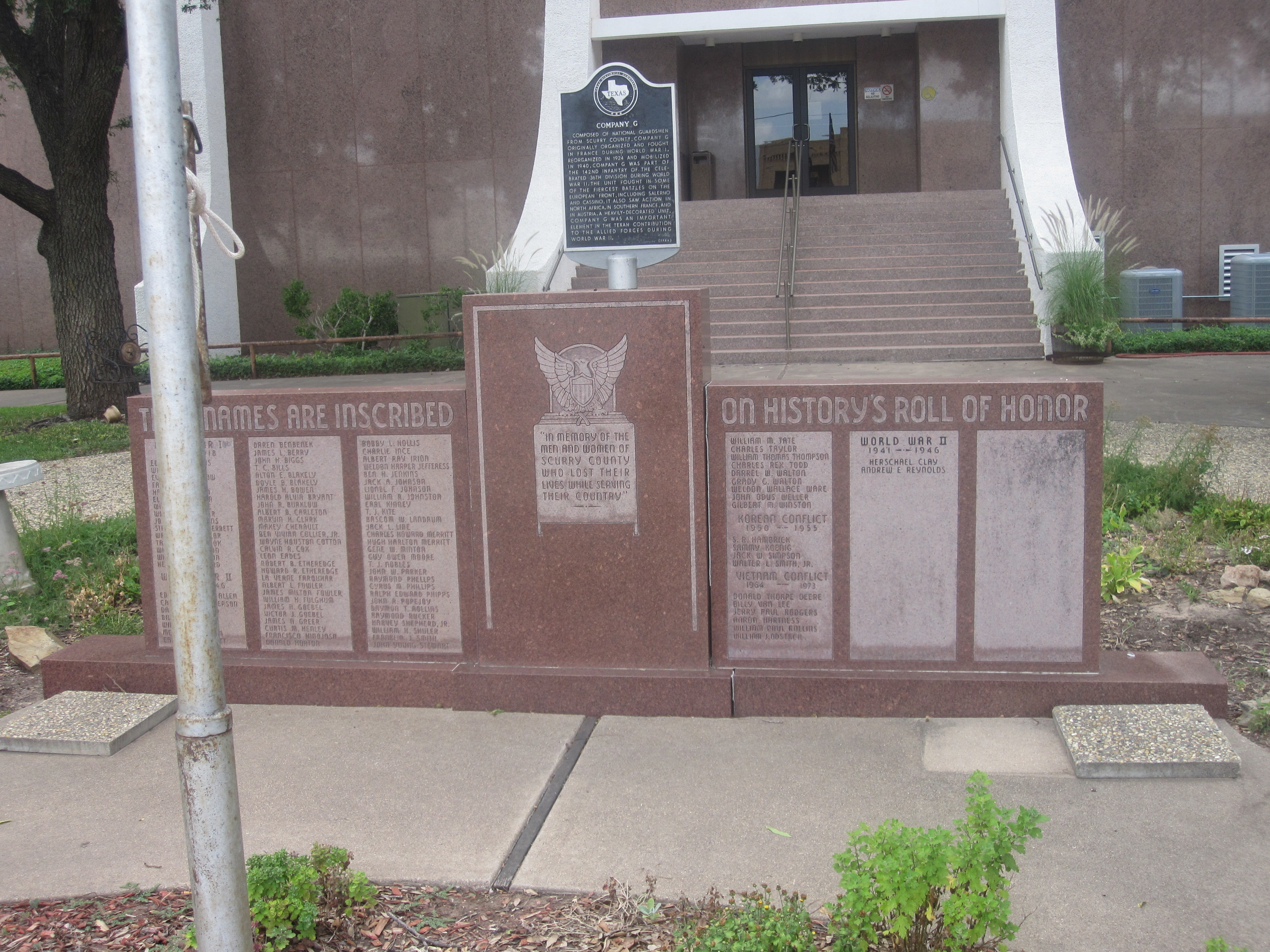
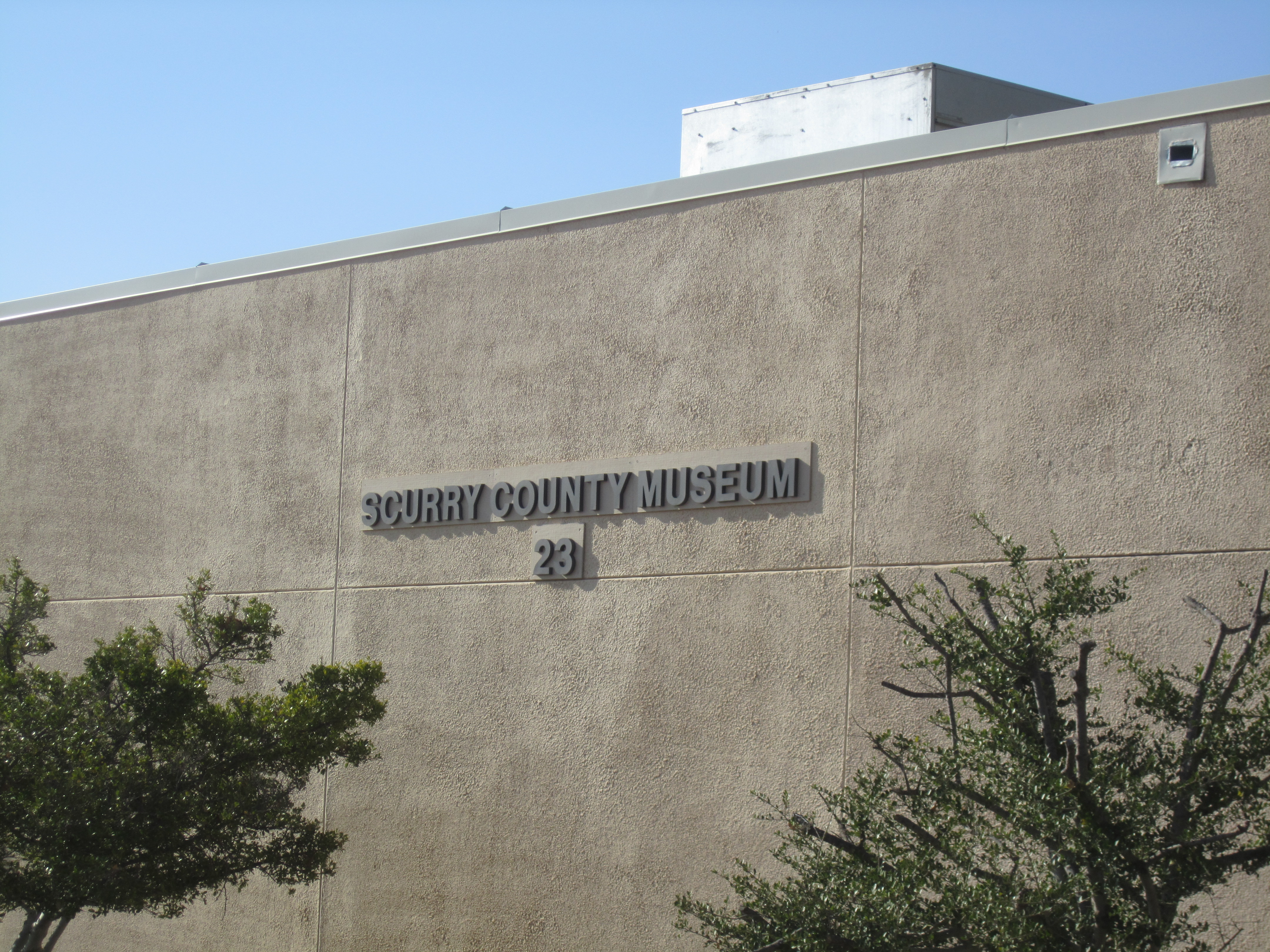
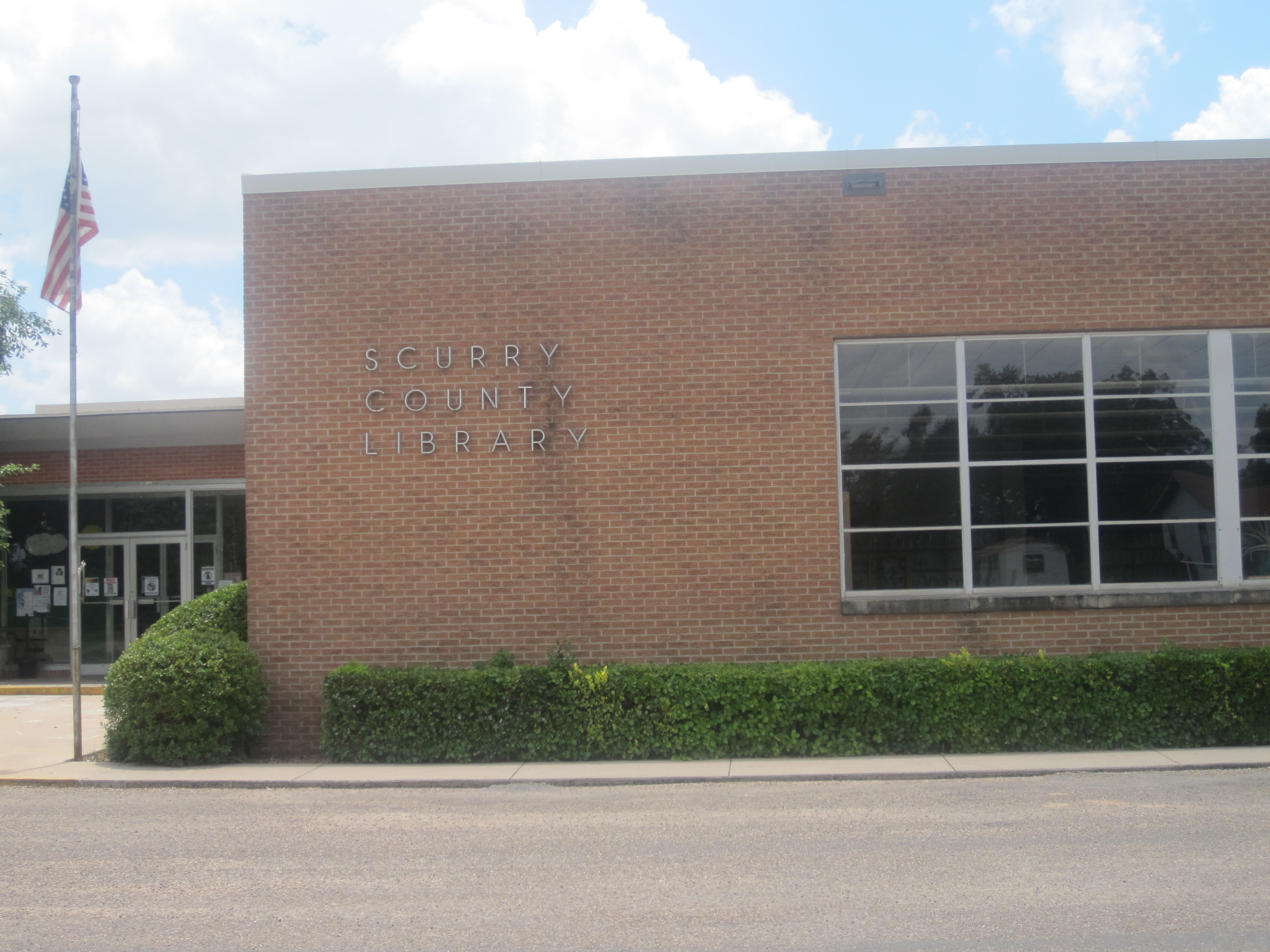
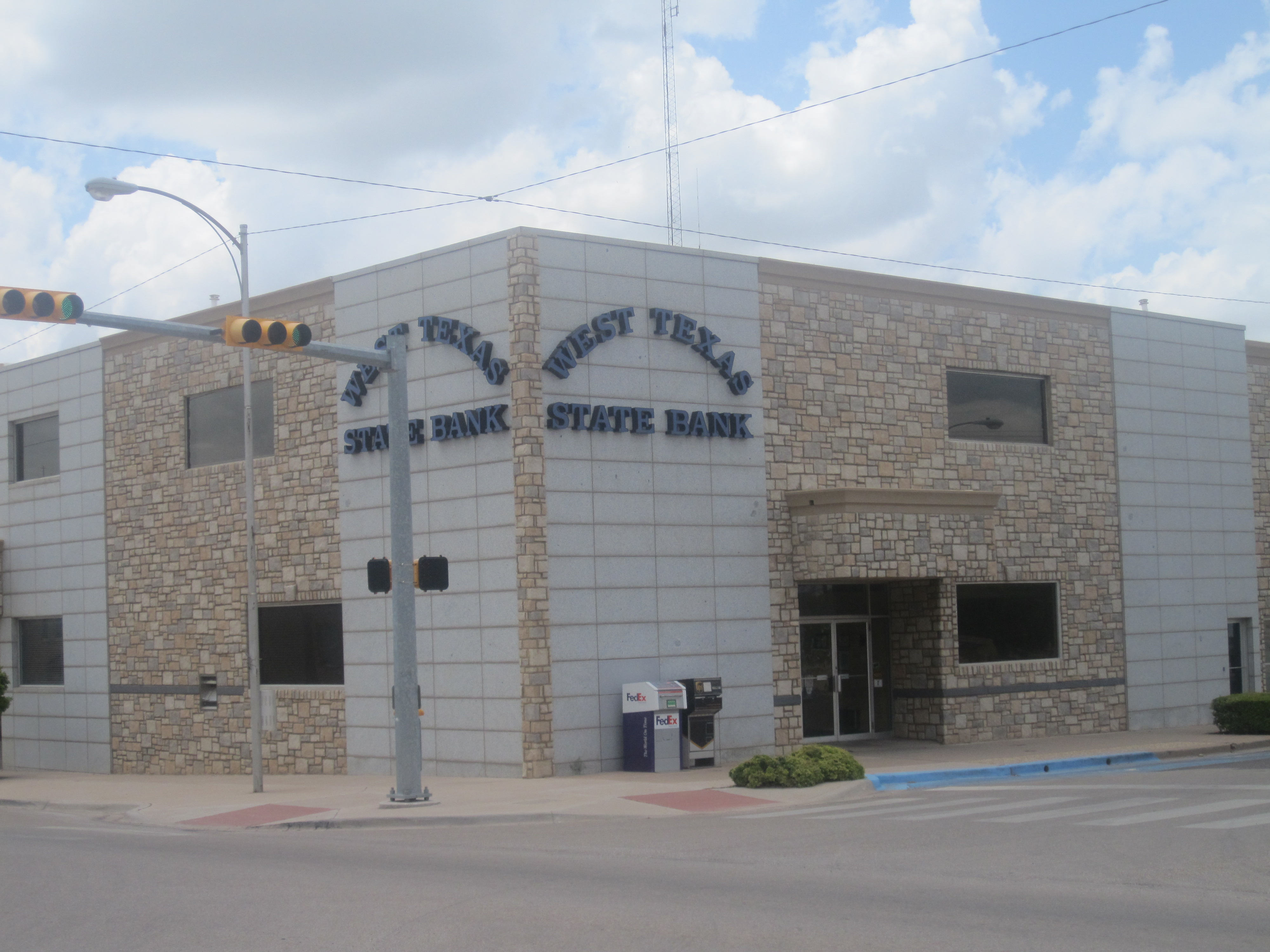
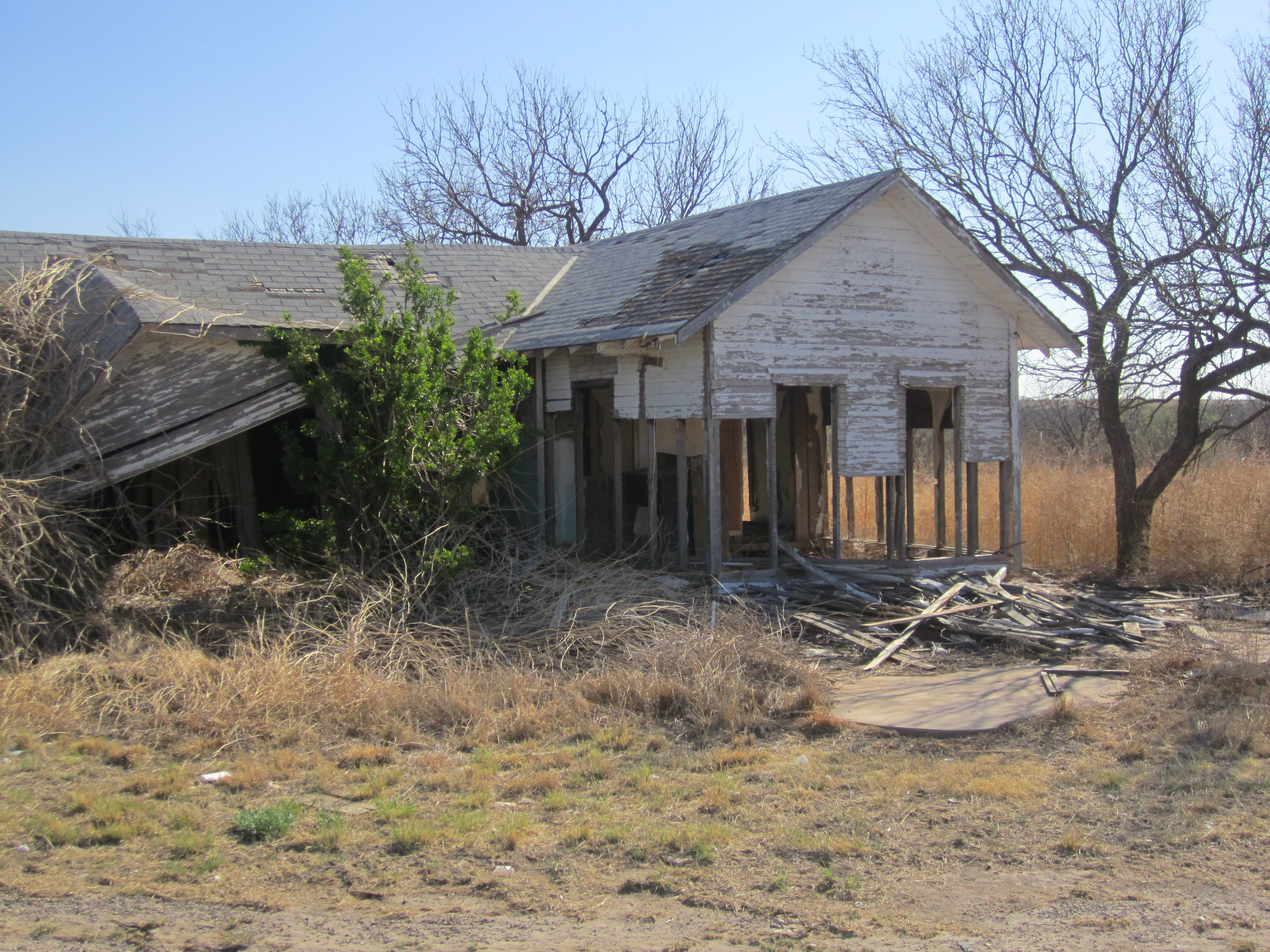
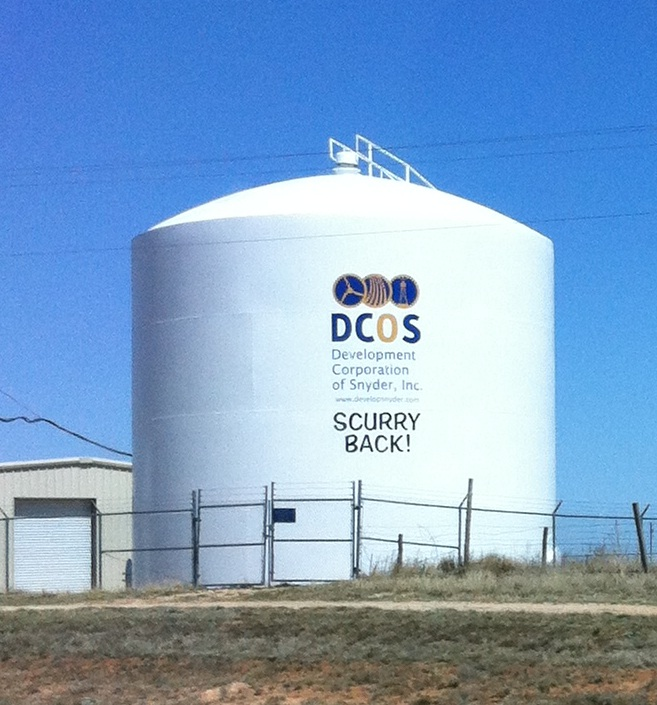